# Lesnoy Mole Rear Range Light
Le Lesnoy Mole Rear Range Light est un phare situé à Saint-Pétersbourg en Russie.
D'une hauteur de 73 m, c'est le quatrième plus haut phare traditionnel du monde, et le plus haut de Russie.